# Burg Gretenstein
Die Burg Gretenstein, auch Gretchenstein genannt, ist eine abgegangene Höhenburg im Landkreis Limburg-Weilburg in Hessen. Ihre unsichere Lage wird heute etwa einen Kilometer Meter flussabwärts auf der rechten Lahnseite auf einem 150 m ü. NN hohen felsigen Berghang bei der Gemeinde Villmar verortet. Der angegebene Standort liegt aber schon auf der Gemarkung von Runkel.

## Lage
Der genaue Standort der Burg ist bis heute nicht geklärt. Burgen- und Heimatforschung legt die Lage der Burg zwischen Schadeck, der Flur Gretenburg östlich davon bis zur Lahnschleife und wieder südlich bis zum Steinbruch „Am Kissel“ auf der gegenüberliegenden Lahnseite von Vilmar. Schließlich ist zu bemerken, dass die Gemarkung von Villmar eigentlich weit nach Osten reicht, und so auch die linke Lahnseite zwischen Arfurt, Vilmar und Runkel nicht auszuschließen ist.
Als Lage wird in den alten Urkunden nur „obwenig Schadeck bey der Laene“ (Urkunde vom 13. Februar 1362 von Graf Gerhard von Diez), „uf einen stein nit verre von Limpurg unde von Velmar“ durch den Chronisten Tilemann Elhen von Wolfhagen (1347–1420) oder 1829 als der Steinbruch gegenüber Villmar als „dort wo die ehemalige Burg Graetenstein gestanden hat“ angegeben. Heute wird die Lage zumeist gegenüber dem König-Konrad-Denkmal im NSG Wehrley von Runkel angegeben.

## Geschichte
Die Burg wurde um 1350 unter Philipp von Isenburg-Grenzau als Witwensitz für seine Frau Margaretha von Katzenelnbogen erbaut, von der die Burg ihren Namen Gretenstein (Gretchenstein) erhielt. Auf dem Höhepunkt eines Konflikts mit den Villmarer Vögten wurde die Burg 1360 durch den Trierer Koadjutor Kuno von Falkenstein zerstört und nicht wieder aufgebaut. Philipp von Isenburg wurde bei der Eroberung gefangen genommen und kam erst nach umfangreichen Versprechen wieder frei. Es sind keine Reste der Burg erhalten.

## Beschreibung
Zum Aussehen der Burg, die möglicherweise unvollendet blieb – da sie kurz nach ihrer Erbauung wieder zerstört wurde – ist kaum etwas bekannt.
In mittelalterlichen Urkunden und Berichten wird die Burg als „auf einer nahen Felse“, also als Spornburg nahe der Lahn, die mit einem Halsgraben zur flachen Landseite gesichert war, bezeichnet.